# Юшки (станція)
Юшки́ (біл. Юшкі́) — проміжна залізнична станція Гомельського відділення Білоруської залізниці на лінії Жлобин — Калинковичі між станцією Горочичі (6,6 км) та зупинним пунктом Дудичі (3,9 км) . Розташована за 1,2 км на південь від однойменного села Юшки Калинковицького району Гомельської області.

## Історія
Станція відкрита 1915 року під час будівництва залізничної лінії Жлобин — Калинковичі (частини магістральної лінії Санкт-Петербург — Одеса).
2020 року розпочалися роботи з електрифікації дільниці Свєтлогорськ-на-Березині — Калинковичі.

## Пасажирське сполучення
Приміське пасажирське сполучення здійснюється поїздами регіональних ліній економкласу сполученням Жлобин — Калинковичі.